# Naturschutzgebiet Flottbektal
Das Naturschutzgebiet Flottbektal liegt im Jenischpark in den Elbvororten in Hamburg-Othmarschen an der Elbe.
Das mit nur acht Hektar kleinste Naturschutzgebiet der Hansestadt erhielt am 1. Juni 1982 seinen Schutzstatus.
Die Feuchtwiesen sind Teil der letzten von der Tide beeinflussten Flussaue in Hamburg und beherbergen viele auf der Roten Liste verzeichnete Tier- und Pflanzenarten.
Namensgebend ist die Flottbek, der Fluss, der das Gelände durchfließt und bei Teufelsbrück in die Elbe mündet.